# Étienne Marcel

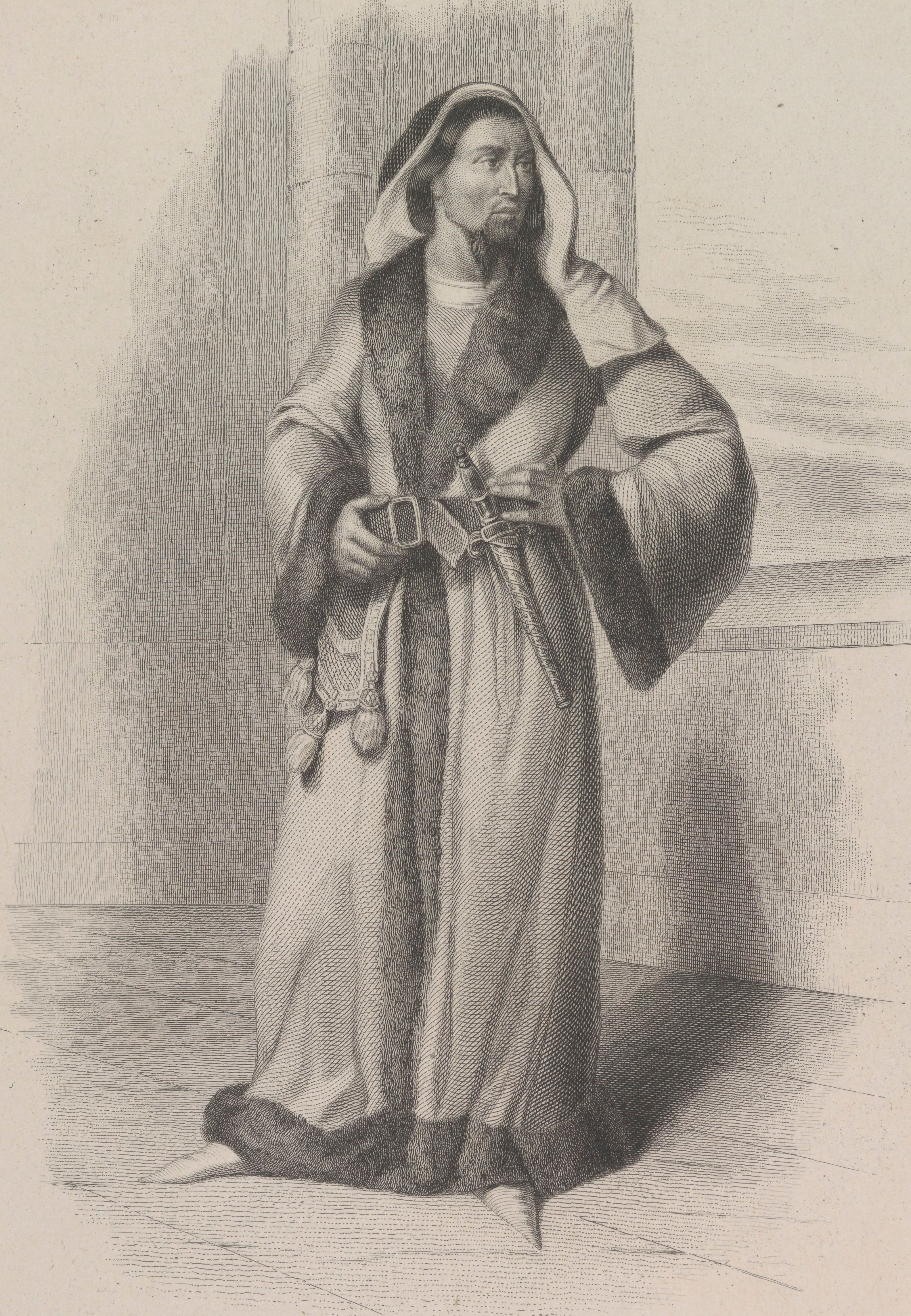
Étienne Marcel

Étienne Marcel (ur. ok. 1316, zm. 31 lipca 1358 w Paryżu) – naczelnik gildii paryskich kupców, deputowany do Stanów Generalnych.

## Życiorys
Urodził się w rodzinie sprzedawców odzieży. Po śmierci ojca, Simona, przejął rodzinny handel, później został sołtysem (naczelnikiem gildii) paryskich kupców. Gdy w listopadzie 1355 król Jan II Dobry zwołał Stany Generalne w celu ściągnięcia finansów na wojnę z Anglią, Marcel sprzeciwił się temu, proponując, by zgromadzenie zarządzało finansami z podatków. Później stał się przywódcą mieszczańskiej opozycji przeciw polityce Jana II i delfina Karola (późniejszego Karola V Mądrego). Po tym gdy we wrześniu 1356 Jan II dostał się do niewoli pod Poitiers, Marcel przewodził na początku 1357 opozycyjnemu zgromadzeniu, które chciało usunąć skorumpowanych urzędników Jana II. Z jego inicjatywy Stany Generalne narzuciły delfinowi reformę systemu rządów - tzw. Wielki Ordonans, obejmujący zmiany administracyjne, zakaz nakładania podatków bez zgody i kontroli Stanów oraz ich prawo do corocznego zbierania się bez względu na zgodę króla. W 1358, po otrzymaniu wsparcia Karola II Złego, króla Nawarry, Marcel opanował Paryż, zabił dwóch marszałków delfina Karola i nawiązał porozumienie z żakerią i opozycją feudalną, która zbuntowała się przeciw szlachcie. Jednak w czerwcu bunt został stłumiony i popularność Marcela spadła; w desperacji zaczął on szukać pomocy Flamandczyków, a nawet Anglików, jednak w lipcu 1358 został zamordowany przez stronników delfina Karola.